# Ринзер, Луизе
Луизе Ринзер (нем. Luise Rinser; 30 апреля 1911, Ландсберг-ам-Лех, Бавария — 17 марта 2002, Унтерхахинг, близ Мюнхена, ФРГ) — немецкая писательница, сценаристка, литературный критик. Политик. Член Берлинской академии искусств (1956).

## Биография
Дочь школьного учителя. До 1934 года изучала педагогику и психологию в учительской семинарии в Мюнхене. В 1935—1939 гг. работала учительницей начальных классов. В 1935—1951 гг. состояла в переписке с Г. Гессе.
С 1936 года была членом Национал-социалистической женской организации. В 1943 г. работала как сценарист с режиссёрами пропагандистских фильмов. В октябре 1944 г. была арестована по доносу в «пораженческих настроениях» и заключена в женскую тюрьму, где находилась до декабря 1944 г. Находясь в заключении, разочаровалась в идеях национал-социализма.
В 1948 г. переехала в Мюнхен, публиковалась как литературный критик в Neue Zeitung («Новая газета»). В 1954—1960 годах была замужем за композитором К. Орфом и жила в Италии.
С 1959 года жила в Риме, с 1965 г. — в Рокка-ди-Папа, позже вернулась в Германию и поселилась в пригороде Мюнхена.
В конце 1960-х — 1970-х гг. вела активную протестно-политическую деятельность, участвовала в движении за мир. В 1971—1972 гг. поддерживала избирательную кампанию В. Брандта. В 1980—1992 гг. 11 раз посетила КНДР и 45 раз встречалась с Ким Ир Сеном, усмотрев в его стране «социализм с человеческим лицом»
В 1984 г. партия «Зелёные» выдвигала кандидатуру Ринзер на пост президента ФРГ.

## Творчество
Дебютировала в 1934 г. Публиковала небольшие прозаические и поэтические произведения.
Автор романов, повестей, рассказов, дневников, статей, рецензий, в том числе ряда произведений для детей и юношества, эссе о немецкой литературе и культуре, а также книг религиозно-нравоучительного характера.

## Избранные произведения
Романы
- Hochebene, Kassel: Harriet Schleber 1948
- Die Stärkeren, Kassel 1948
- Mitte des Lebens, Frankfurt: S. Fischer 1950; Engl. Nina, 1956
- Daniela, Frankfurt 1953
- Der Sündenbock, Frankfurt 1955
- Abenteuer der Tugend, Frankfurt 1957
- Die vollkommene Freude, Frankfurt 1962
- Ich bin Tobias, Frankfurt 1966
- Der schwarze Esel, Frankfurt 1974
- Mirjam, Frankfurt 1983
- Silberschuld, Frankfurt 1987
- Abaelards Liebe, Frankfurt 1991; Engl. Abelard’s Love, 1998
- Aeterna (mit H. C. Meiser), Frankfurt 2000

Рассказы и повести
- Die gläsernen Ringe, Berlin: Fischer, 1940; Engl. Rings of Glass, 1958
- Erste Liebe, München: Desch 1946
- Jan Lobel aus Warschau, Kassel 1948
- Ein Bündel weißer Narzissen, Frankfurt: S. Fischer 1956
- Geh fort, wenn du kannst (Nachwort: Hans Bender), Frankfurt 1959; Engl. Leave If You Can, 2010
- Weihnachts-Triptychon (Mit Scherenschnitten von Otto Diethelm), Zürich: Arche, 1963
- Septembertag, Frankfurt 1964
- Die rote Katze, Fünf Erzählungen, Frankfurt: Fischer Bibliothek 1981
- Geschichten aus der Löwengrube, Acht Erzählungen, Frankfurt 1986

Книги для детей и юношества
- Das Ohlstadter Kinder-Weihnachtsspiel, München 1946
- Martins Reise, Zürich: Atlantis 1949
- Sie zogen mit dem Stern. Eine Bubenweihnacht, München: Don Bosco 1950
- Jugend unserer Zeit. Fotografien gedeutet von Luise Rinser, Würzburg: Echter-Verlag 1967
- Das Geheimnis des Brunnens, Stuttgart 1979
- Kursbuch für Mädchen, Frauenfeld 1979
- Mit wem reden, Stuttgart 1980
- Drei Kinder und ein Stern (ill. v. Hella Seith), (Neuausgabe) Stuttgart: Gabriel 1994
- Das Squirrel. Eine Geschichte von sichtbaren und unsichtbaren Wesen (mit Blumenbildern von Sulamith Wülfing), (Neuausgabe) Grafing: Aquamarin 2004

## Награды
- Премия Рене Шикеле (1952),
- Орден «За заслуги перед Федеративной Республикой Германия» (1977),
- Премия Хросвиты (1979),
- Премия Генриха Манна (1987),
- Литературная премия Элизабет Ланггессер (1988),
- Международная литературная премия Иньяцио Силоне (1991).